# Hyperaspis moerens
Hyperaspis moerens är en skalbaggsart som först beskrevs av Leconte 1850.  Hyperaspis moerens ingår i släktet Hyperaspis och familjen nyckelpigor. Inga underarter finns listade i Catalogue of Life.